# Peter W. Michor
Peter Wolfram Michor (* 20. Mai 1949 in Villach) ist ein österreichischer Mathematiker.
Michor studierte Mathematik an der Universität Wien und promovierte 1973 bei Johann Cigler mit dem Thema „Funktoren auf Kategorien von Banachräumen“. Er ist Autor von über 130 wissenschaftlichen Veröffentlichungen. Er war von 1992 bis 2003 Direktor des Erwin-Schrödinger-Institut für Mathematische Physik, von 1995 bis 1998 Sekretär der Europäischen Mathematischen Gesellschaft, Vorsitzender des Committee on electronic information and communication (CEIC) der Internationalen Mathematischen Union. Michor ist außerordentlicher Universitätsprofessor an der Universität Wien, seit 2010 im Ruhestand. Michors Forschungsschwerpunkte liegen auf den Gebieten Differentialgeometrie, Diffeomorphismengruppen und Shape spaces.

## Schriften (Auswahl)
- Functors and categories of Banach spaces. Springer Lecture Notes 651 1978.
- mit Johann Cigler, Viktor Losert: Banach modules and functors on categories of Banach spaces. Lecture Notes in Pure and Applied Mathematics 46, Marcel Dekker Inc., New York 1979.
- Manifolds of differentiable mappings. Shiva Mathematics Series 3, Shiva Publ., Orpington 1980.
- Elementary catastrophe theory. Monografii Matematice 24, Universitatea din Timișoara, Timișoara 1985.
- Gauge theory for fiber bundles. Monographs and Textbooks in Physical Sciences, Lecture Notes 19, Bibliopolis, Neapel 1991.
- mit Ivan Kolár, Jan Slovák: Natural operations in differential geometry. Springer-Verlag, Berlin 1993.
- mit Andreas Kriegl: The Convenient Setting of Global Analysis. Mathematical Surveys and Monographs, Volume: 53, American Mathematical Society, Providence 1997.
- Topics in Differential Geometry. Graduate Studies in Mathematics, Vol. 93 American Mathematical Society, Providence 2008.